# 陈福章
陈福章（1913年—1982年），男，四川通江人，中华人民共和国军事人物，中国人民解放军少将，曾任海军威海基地司令员。